# Трудове (Ташлинський район)
Трудове́ (рос. Трудовое) — село у складі Ташлинського району Оренбурзької області, Росія.

## Населення
Населення — 872 особи (2010; 836 у 2002).
Національний склад (станом на 2002 рік):
- росіяни — 80 %